# Plenckia populnea
Plenckia populnea là một loài thực vật có hoa trong họ Dây gối. Loài này được Reissek miêu tả khoa học đầu tiên năm 1861.